# I Wanna (The All-American Rejects)
I Wanna è una canzone della band alternative rock statunitense The All-American Rejects, secondo singolo estratto dall'album When the World Comes Down, edito nel 2008.
Il singolo è stato pubblicato l'8 giugno 2009.

## Video
Il video è diretto da Rich Lee.